# Relaciones Austria-Colombia
Las relaciones Austria-Colombia son las relaciones exteriores entre la República de Austria y la República de Colombia. Ambas naciones son miembros de las Naciones Unidas y de la Organización para la Cooperación y el Desarrollo Económicos.

## Historia
Las relaciones iniciales entre Colombia y el Imperio austrohúngaro tuvieron lugar en 1870 cuando el imperio abrió un consulado honorario en Barranquilla y en Bogotá. Después de la Primera Guerra Mundial en 1918, el Imperio Austro-Húngaro se desintegró y Austria se convirtió en una nación independiente.
En 1920, Austria y Colombia establecieron relaciones diplomáticas. Poco después, ambas naciones abrieron misiones diplomáticas residentes en sus respectivas capitales. En 2012, Austria cerró su embajada en Bogotá, sin embargo, la embajada fue reabierta en 2016.
En marzo de 2016, el presidente austríaco Heinz Fischer realizó una visita oficial a Colombia, convirtiéndose en el primer jefe de Estado austriaco en visitar la nación sudamericana. En enero de 2018, el presidente colombiano Juan Manuel Santos realizó una visita oficial a Austria, convirtiéndose en el primer presidente colombiano en visitar la nación.

## Visitas de alto nivel
Visitas de alto nivel de Austria a Colombia
- Presidente Heinz Fischer (2016)

Visitas de alto nivel de Colombia a Austria
- Vicepresidente  Angelino Garzón (2011)
- Viceministra Mónica Lanzetta Mutis (2011)
- Ministra de Relaciones Exteriores María Ángela Holguín (2013)
- Presidente Juan Manuel Santos (2018)

## Acuerdos bilaterales
Ambas naciones han firmado algunos acuerdos bilaterales como el Acuerdo para la Abolición de Visas para titulares de Pasaportes Diplomáticos, Oficiales o de Servicio (1958); Memorando de Entendimiento sobre Consultas Políticas de Alto Nivel entre los Ministerios de Relaciones Exteriores de ambos países (1999); Memorando de entendimiento sobre la Cooperación en Asuntos Económicos, Científicos y Tecnológicos (2012); y un Memorando de Entendimiento para una Cooperación más estrecha en el Ámbito Judicial (2015).

## Lazos culturales
El famoso botánico y médico Nikolaus Joseph von Jacquin (1727-1817) realizó viajes de investigación a la región entre 1755 y 1759, lo que lo llevó a la costa atlántica de Colombia. Karl Brunner (1887-1960) es considerado el padre fundador de la planificación urbana moderna en Bogotá, donde sirvió en los años 1930s. Gerardo Reichel-Dolmatoff (1912-1994) fue uno de los padres fundadores de la antropología cultural y etnología en Colombia. El arquitecto Fritz Blodek (1905-2001) diseñó más de 150 edificios para vivienda y uso industrial, especialmente en Medellín. El librero y periodista Hans Ungar (1916-2004) creó una Biblioteca Central con el eje de la vida intelectual y cultural de Bogotá.

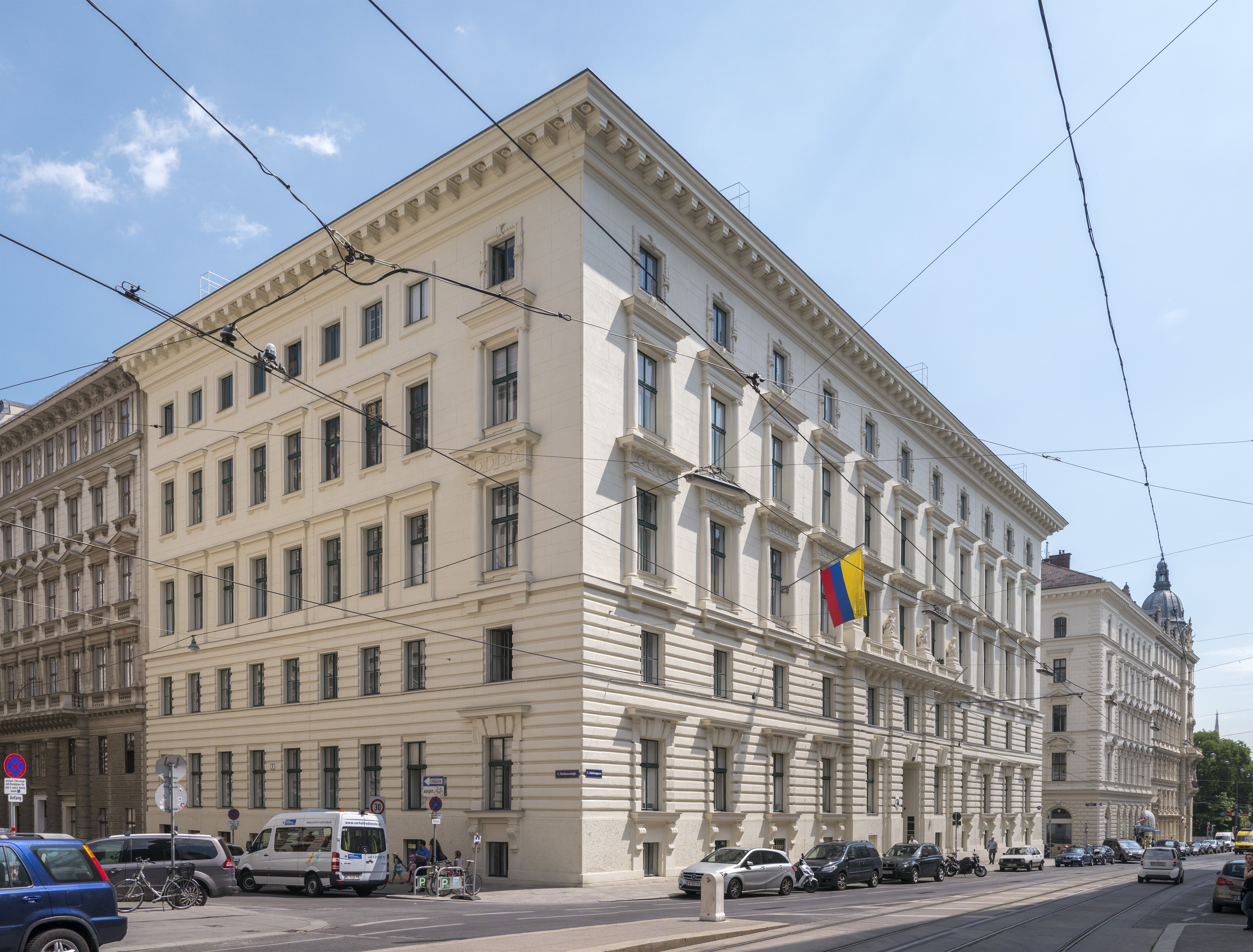
Embajada de Colombia en Viena

## Misiones diplomáticas residentes
- Austria tiene una embajada en Bogotá.[7]
- Colombia tiene una embajada en Viena.[8]